# Сергій Всехсвятський (монета)
«Сергі́й Всехсвя́тський» — ювілейна монета номіналом 2 гривні, випущена Національним банком України. Присвячена 100-річчю від дня народження Сергія Костянтиновича Всехсвятського (1905—1984 рр.) — видатного українського вченого, астронома. Засновник факультету астрономії в Київському університеті (1939) Всехсвятський протягом 1939—1984 років відігравав значну роль у розвитку та пропагуванні астрономії не тільки в Україні, а й в усьому світі. У 1960 році Сергій Костянтинович висловив припущення про існування кільця навколо Юпітера, яке дійсно було виявлене в 1979 році, довів існування «сонячного вітру», який викликає магнітні бурі та розробив динамічну теорію «корони Сонця».
Монету введено в обіг 26 квітня 2005 року. Вона належить до серії «Видатні особистості України».

## Опис та характеристики монети
| Номінал грн. | Метал      | Маса, грам | Діаметр, мм. | Якість виготовлення | Гурт     | Тираж, штук |
| ------------ | ---------- | ---------- | ------------ | ------------------- | -------- | ----------- |
| 2            | нейзильбер | 12,8       | 31           | анциркулейтед       | рифлений | 20 000      |

### Аверс
На аверсі монети стилізовано зображено «сонячний вітер», розміщено півколом напис — Україна (ліворуч), під яким — рік карбування монети «2005» та малий Державний Герб України, унизу — «2/ГРИВНІ» та логотип Монетного двору Національного банку України (праворуч).

### Реверс
На реверсі монети ліворуч розміщено профільний портрет Всехсвятського на тлі зоряного неба і пролітаючої комети, праворуч — написи півколом — «СЕРГІЙ ВСЕХСВЯТСЬКИЙ» «1905—1984».

## Автори

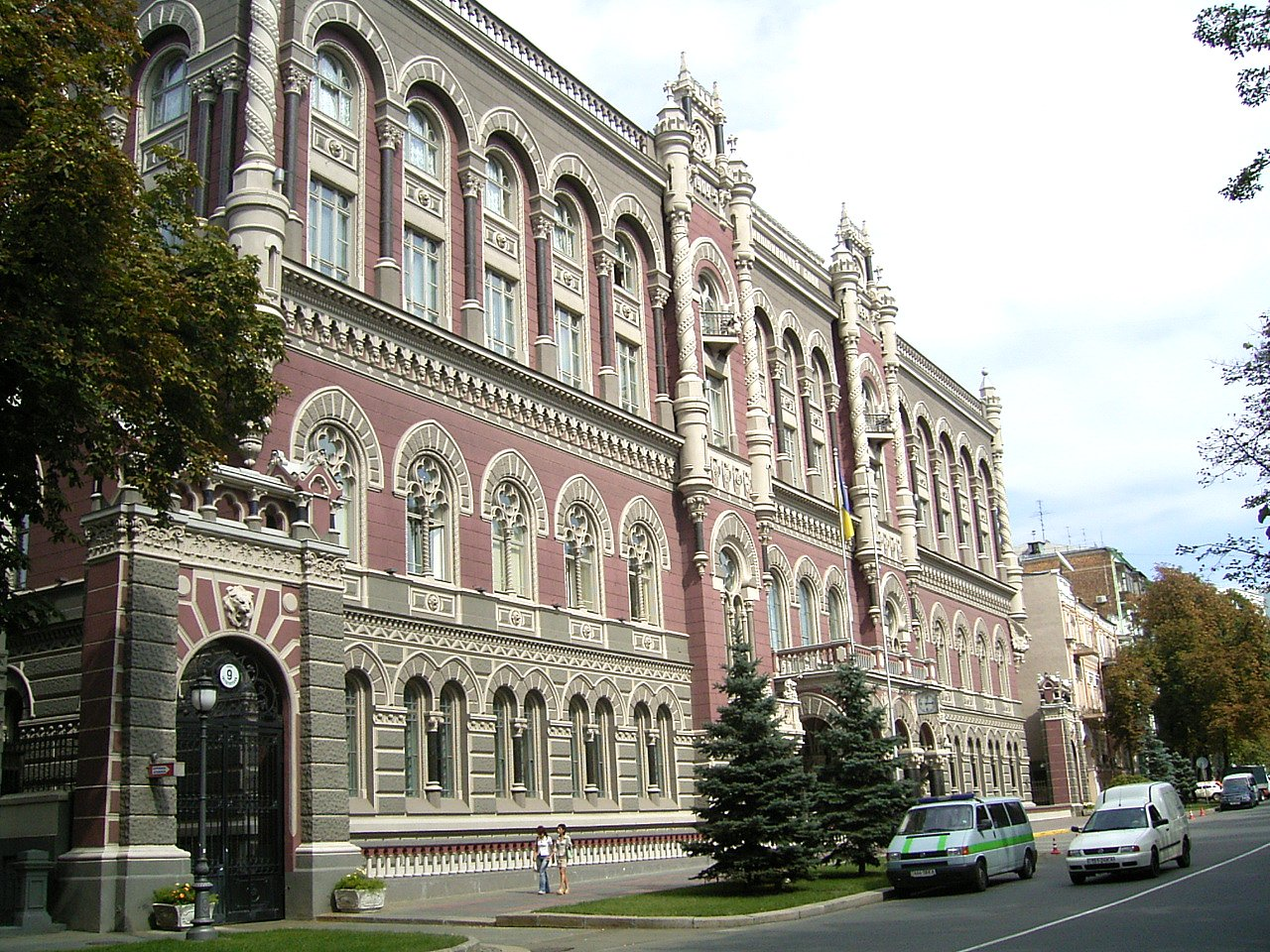
Будівля Національного банку України

- Художник — Кочубей Микола.
- Скульптор — Атаманчук Володимир.

## Вартість монети
Ціна монети — 15 гривень, була зазначена на сайті Національного банку України 2011 року.
Фактична приблизна вартість монети з роками змінювалася так:
| Рік        | 2010 | 2011 | 2012 | 2013 | 2014 | 2015 | 2016 | 2017 | 2018 | 2019 | 2020 | 2021 | 2022 | 2023 | 2024 | 2025 |
| ---------- | ---- | ---- | ---- | ---- | ---- | ---- | ---- | ---- | ---- | ---- | ---- | ---- | ---- | ---- | ---- | ---- |
| Ціна, грн. | 35   | 35   | 35   | 35   | 50   | 60   | 125  | 230  | 200  | 190  | 190  | 180  | 185  | 240  | 370  | 490  |